# State of Origin 2013
Navigation
Édition précédente Édition suivante
Le State of Origin 2013 est la trente troisième édition du State of Origin qui se déroulera du 5 juin 2013 au 17 juillet 2013 avec deux matchs au ANZ Stadium de Sydney et un au Suncorp Stadium de Brisbane.

## Déroulement de l'épreuve

### Première rencontre
| 5 juin 2013 20 h 00 (UTC+10) | Nouvelle-Galles du Sud                                                                                            | 14 – 6 (14 - 0) | Queensland                                                | ANZ Stadium, Sydney 80 380 spectateurs Arbitre : Shayne Hayne, Ashley Klein |
| 5 juin 2013 20 h 00 (UTC+10) | Essai(s) : Hayne (5e), Jennings (37e) Transformation(s) : Maloney 2/2 (7e), (38e) Pénalité(s) : Maloney 1/2 (19e) |                 | Essai(s) : Boyd (61e) Transformation(s) : Smith 1/1 (63e) | ANZ Stadium, Sydney 80 380 spectateurs Arbitre : Shayne Hayne, Ashley Klein |
| 5 juin 2013 20 h 00 (UTC+10) | |                 |                                                           | ANZ Stadium, Sydney 80 380 spectateurs Arbitre : Shayne Hayne, Ashley Klein |

NSW : 1 Hayne, 2 B.Morris, 3 Jennings, 4 J.Morris, 5 Ferguson, 6 Maloney, 7 Pearce, 8 Gallen (c), 9 Farah, 10 Tamou, 11 Hoffman, 12 Lewis, 13 Bird,  remplaçants: 14 Fifita, 15 Merrin, 16 Reynolds, 17 Watmough, entraineur: Laurie Daley

Qld: 1 Slater, 2 Boyd, 3 Inglis, 4 Hodges, 5 Tate, 6 Thurston , 7 Cronk, 8 M.Scott, 9 Smith (c), 10 Shillington, 11 Myles, 12 Thaiday, 13 Harrison,  remplaçants: 14 Parker, 15 Gillett, 16 Te'o, 17 McQueen, entraineur: Mal Meninga

Les Blues dominent la première mi-temps et mènent 14-0 à la pause. En deuxième mi-temps, les Maroons se procurent plusieurs occasions mais ne parvienne à marquer qu'à la 61e minute par Darius Boyd et s'inclinent 14-6. Paul Gallen est cité après le match pour avoir donné 2 coups de poing à Nate Myles. Le deuxième ligne du NSW Luke Lewis est élu homme du match.

### Deuxième rencontre
| 26 juin 2013 20 h 00 (UTC+10) | Queensland | 26 - 6 (14 - 0) | Nouvelle-Galles du Sud                                                                                  | Suncorp Stadium, Brisbane 51 690 spectateurs Arbitre : Shayne Hayne, Ashley Klein |
| 26 juin 2013 20 h 00 (UTC+10) | Essai(s) : Thaiday (2e), Boyd 2 (17e,48e), Inglis (56e) Transformation(s) : Thurston 3/4 (4e, 19e, 57e) Pénalité(s) : Thurston 2/2 (9e, 80e) Carton(s) jaune(s) : Tate (53e), Hodges (53e) |                 | Essai(s) : B.Morris (70e) Transformation(s) : Maloney 1/1 Carton(s) jaune(s) : Merrin (53e), Bird (53e) | Suncorp Stadium, Brisbane 51 690 spectateurs Arbitre : Shayne Hayne, Ashley Klein |
| 26 juin 2013 20 h 00 (UTC+10) | |                 | | Suncorp Stadium, Brisbane 51 690 spectateurs Arbitre : Shayne Hayne, Ashley Klein |

Qld: 1 Slater, 2 Boyd, 3 Inglis, 4 Hodges, 5 Tate, 6 Thurston , 7 Cronk, 8 M.Scott, 9 Smith (c), 10 Myles, 11 McQueen, 12 Thaiday, 13 Parker, remplaçants: 14 Cherry-Evans, 15 Gillett, 16 Te'o, 17 Papalii, entraineur: Mal Meninga

NSW : 1 Dugan, 2 B.Morris, 3 Jennings, 4 J.Morris, 5 Merritt, 6 Maloney, 7 Pearce, 8 Gallen (c), 9 Farah, 10 Woods, 11 Hoffman, 12 Lewis, 13 Bird,  remplaçants: 14 Fifita, 15 Merrin, 16 Reynolds, 17 Watmough, entraineur: Laurie Daley

Le Queensland l'emporte logiquement en inscrivant quatre essais dans un match largement dominé (24-0 à l'heure de jeu). Greg Inglis améliore son record d'essai en marquant son 15e. En deuxième mi-temps, à la suite d'une bagarre, les arbitres Shayne Hayne et Ashley Klein décident d'exclure 10 minutes 4 joueurs (Justin Hodges et Brent Tate pour le Queensland, Trent Merrin et Greg Bird pour le NSW), cette décision sera vivement critiquée dans les analyses d'après match. Le capitaine des Maroons Cameron Smith est élu homme du match.

### Troisième rencontre
| 17 juillet 2013 20 h 00 (UTC+10) | Nouvelle-Galles du Sud                                                       | 10 - 12 (4 - 8) | Queensland | ANZ Stadium, Sydney 83 813 spectateurs Arbitre : Shayne Hayne, Ben Cummins |
| 17 juillet 2013 20 h 00 (UTC+10) | Essai(s) : McManus (25e), Merrin (71e) Transformation(s) : Maloney 1/2 (72e) |                 | Essai(s) : Thurston (10e), Hodges (61e) Transformation(s) : Thurston 1/2 (11e) Pénalité(s) : Thurston 1/1 (14e) | ANZ Stadium, Sydney 83 813 spectateurs Arbitre : Shayne Hayne, Ben Cummins |
| 17 juillet 2013 20 h 00 (UTC+10) |                                                                              |                 | | ANZ Stadium, Sydney 83 813 spectateurs Arbitre : Shayne Hayne, Ben Cummins |

NSW : 1 Dugan, 2 B.Morris, 3 Jennings, 4 J.Morris, 5 McManus, 6 Maloney, 7 Pearce, 8 Woods, 9 Farah (c) , 10 Tamou, 11 Hoffman, 12 Lewis, 13 Bird,  remplaçants: 14 Fifita, 15 Merrin, 16 Cordner, 17 Watmough, entraineur: Laurie Daley

Qld: 1 Slater, 2 Boyd, 3 Inglis, 4 Hodges, 5 Tate, 6 Thurston, 7 Cronk, 8 M.Scott, 9 Smith (c), 10 Myles, 11 McQueen, 12 Thaiday, 13 Parker, remplaçants: 14 Cherry-Evans, 15 Gillett, 16 Te'o, 17 Papalii, entraineur: Mal Meninga

Le talonneur Robbie Farah prend le capitanat des Blues à la suite du forfait de Paul Gallen. Dans un match est très tendu, disputé et engagé, le Queensland mène rapidement 8-0 grâce à un essai, une transformation et une pénalité de Thurston. Les Blues réduisent l'écart à la 25e minute par un essai de l'ailier James McManus (4-8 à la mi-temps). Un essai de Justin Hodges à 61e redonne 8 points d'avance aux tenants du titre, mais Trent Merrin franchit la ligne à 10 minutes de la fin et la transformation de Maloney ramène le NSW à 2 points.
Les Marroons pensent tuer le match à la 75e lorsque Matt Scott aplatit près des poteaux, mais l'essai est logiquement refusé à la suite de l'intrusion d'un streaker sur la pelouse, qui a empêché Greg Bird de défendre. La possession est rendue au Queensland avec 6 nouveaux tenus qui s'imposent sur le fil (12-10) malgré une dernière relance des Blues, les Marrons remportent ainsi leur 20e titre et 8e consécutif. Les 83 813 spectateurs constituent un nouveau record d'affluence à l'ANZ Stadium (depuis la reconfiguration). L'ailier des Maroons Brent Tate est élu homme du match, et le capitaine et talonneur Cameron Smith est élu meilleur joueur de la série.